# Sistem politic mixt
Guvernul mixt (regim politic mixt sau constituție mixtă) este o formă de guvernare care combină elemente ale democrației, aristocrației și monarhiei, făcând imposibile situațiile în care acestea degenerează în anarhie, oligarhie și dictatură. Ideea a fost popularizată în antichitatea clasică pentru a descrie stabilitatea, inovația și succesul republicii ca o formă de guvernare dezvoltată în conformitate cu Constituția Romană. 
Spre deosebire de democrație, aristocrație sau monarhie, conducătorii sunt aleși de cetățeni și nu își obțin funcția prin moștenire sau prin tragere la sorți (pe vremea greco-romanilor, tragerea la sorți era folosită pentru alegerea cetățenilor în funcții publice, fiind considerată, de regulă, drept principala caracteristică a democrației ateniene).
Conceptul de guvern mixt a fost studiat în timpul Renașterii și al Iluminismului de Niccolò Machiavelli, Giambattista Vico, Immanuel Kant, Thomas Hobbes. Această noțiune a fost și rămâne o teorie foarte importantă în rândul susținătorilor republicanismului. Diferite școli au descris sistemele politice moderne precum UE și SUA, ca având constituții mixte.

## Filosofii Greciei antice
În cartea sa Republica, Platon a împărțit guvernele în cinci tipuri esențiale (patru dintre ele sunt formele existente și una este forma ideală a lui Platon, care există „numai în discurs"): 
- democrația: guvernare de către popor
- oligarhia: guvernare de către un grup
- timocrația: guvernarea statului de către cei bogați sau priviliegiați
- tirania: guvernare de către un conducător absolut
- aristocrația: guvernare de către cei mai buni (forma ideală de guvernământ a lui Platon)

Platon a găsit defecte în toate formele existente de guvernământ și astfel a ajuns la concluzia că aristocrația, care pune accentul pe virtute și înțelepciune, este cea mai pură formă de guvernare. Aristotel a îmbrățișat ideile lui Platon în mare măsură și în cartea sa, Politica, sunt discutate în detaliu trei tipuri de guvernare (cu excepția timocrației). Aristotel consideră că regimul constituțional (o combinație dintre oligarhie și democrație în conformitate cu legea) este forma ideală de guvernare. Totuși, el observă că niciunul dintre cele trei tipuri de conducere nu este solid și că, astfel, statele vor funcționa într-o manieră intensă și haotică, cunoscută sub denumirea de „kyklos" sau de „teoria anaciclică". În Politica, filosoful enumeră o serie de teorii privind modul de creare a unui sistem politic stabil. Una dintre aceste opțiuni este aceea de a crea un regim politic care să includă cele trei forme de guvernare.
Polybius a afirmat că cele mai multe state au un regim politic compus din „mai multe" principii de bază, numit mai târziu un „regim politic mixt".

## Epoca romană
Idealul unui guvern mixt a fost popularizat de Polybius, care considera Republica Romană o manifestare a teoriei lui Aristotel. Monarhia era reprezentată de consuli, aristocrația de către Senat, iar democrația reprezentată de alegeri și marile întruniri publice ale adunărilor romane. Fiecare instituție le completează și le verifică pe celelalte, cu scopul de a garanta stabilitatea și prosperitatea. Polybius era foarte influent, iar Cicero a fost unul dintre cei care i-au îmbrățișat ideile.

## Evul Mediu
Sfântul Toma de Aquino a afirmat în scrisoarea sa, Despre Regalitate, că o monarhie care are atâtea limite stabilite de aristocrație, cât și elemente democratice, este cea mai bună și dreaptă formă de guvernare. De asemenea, el a subliniat că monarhul are datoria să susțină dreptul natural și divin și să respecte limitele care îi sunt impuse de tradiție și legea în vigoare.

## Renașterea, Reforma și Iluminismul
Cicero a devenit extrem de apreciat în timpul Renașterii și multe dintre ideile sale au fost adoptate. Polybius a fost și el reconsiderat, iar adoptarea ideii de regim politic mixt a devenit un aspect central al științei politice din perioada Renașterii, integrat în noțiunea de republicanism care era în curs de dezvoltare. În scopul de a reduce abuzul de putere politică, Jean Calvin a recomandat un amestec de aristocrație și democrație drept cea mai bună formă de guvernare. Acesta a glorificat avantajele democrației: „Faptul că Dumnezeu le permite oamenilor să își aleagă conducătorii și magistrații este un dar neprețuit". Pentru a proteja în continuare drepturile și libertățile oamenilor de rând, Calvin a optat și pentru divizarea puterii în câteva instituții politice (separarea puterilor în stat). Teoriile privind regimul mixt au devenit extrem de răspândite în perioada Iluminismului și au fost discutate în detaliu de Thomas Hobbes, John Locke, Giambattista Vico, Montesquieu, Rousseau și Kant. Cu excepția contemporanilor săi, doar Montesquieu a devenit cunoscut peste tot drept autorul conceptului de separare a puterilor (chiar dacă acesta a vorbit mai degrabă despre „distribuția" lor).
Potrivit unor savanți precum Heinrich August Winkler, noțiunea de regim mixt i-a influențat și pe scriitorii Constituției Statelor Unite ale Americii, care și-au fondat, în parte, ideea de control și echilibru pe teoria antică. Constituția Marii Britanii din perioada Epocii Victoriene, în care Parlamentul era compus din suveran (monarhie), Camera Lorzilor (aristocrație) și Camera Comunelor (democrație), este un prim exemplu de constituție mixtă din secolul al XIX-lea. Acest sistem politic își are originile în Anglia secolului al XVII-lea, în urma a două evenimente strâns legate între ele. Primul eveniment a fost reprezentat de o serie de revoluții politice: Războiul Civil Englez (Revoluția Puritană), Exclusion Bill din 1679-1681 și Revoluția Glorioasă din 1688. Al doilea eveniment a fost reprezentat de o dezbatere publică intensă cu privire la cea mai bună, mai liberală și mai stabilă formă de guvernare. Cei mai importanți adepți au fost: John Milton, John Locke, Algernon Sidney și James Harrington. Gândirea lor a devenit baza ideologiei radicale a partidului politic conservator „Whig”, descriind două tipuri de amenințare a libertății politice: degradarea socială, care a condus la succesul unor conducători nepotriviți și despotici și încălcarea autorității legislative de către executiv, adică o tentativă de a limita libertatea protejată de regimul mixt. Revoluția Americană a scos la iveală faptul că această perspectivă radicală a privind politica s-a înrădăcinat adânc în modul de gândire americanilor. [...] Concepțiile extreme ale acestui cu privire la politică au atras susținători în toată America, întrucât corespundeau intereselor tradiționale ale Protestantismului, care au fost întotdeauna apropiate de Puritanism. Decăderea morală care a amenința guvernarea liberală nu a fost ceva neobișnuit pentru cei ai căror strămoși au fugit din Anglia mai departe de imoral." Membrii partidului Whig din secolul al XVIII-lea sau reformatorii din Commonwealth, precum John Trenchard, Thomas Gordon și Benjamin Hoadly „au aprobat constituția mixtă formată din monarhie, aristocrație și democrație și au încredințat acestui sistem libertatea Marii Britanii. La fel ca și Locke, ei au solicitat cu insistență o stare firească de proveniență a drepturilor, în cadrul căreia sistemul de guvernământ civil, creat prin consimțământ comun, să fie garantat; aceștia susțineau că regimul politic este creat printr-un contract și că fiecare cetățean posedă sentimentul de suveranitate." Așadar, guvernul mixt reprezintă centrul ambelor forme britanice de democrație din epoca modernă: monarhia constituțională și republicanismul - modelul american.
„Părintele" constituției Americane, James Madison, a declarat în articolul nr. 40 al colecției „Federalist" că acordul constituțional din 1787 a creat o constituție amestecată. În articolul nr. 63 din aceeași colecție, Madison a făcut referire la Polybius. Totuși, mult mai important era faptul că „majoritatea" ideilor pe care revoluționarii americani le-au adoptat în cadrul regimului lor politic „au făcut parte din marea tradiție a reformatorilor secolului al XVIII-lea din Commonwealth și anume, ideologia radicală a partidului Whig."

## Opinii moderne
O școală de savanți apărută în Statele Unite consideră că guvernarea mixt este elementul principal al unei republici și susține că SUA e condusă de un suveran - Președintele (monarhia), de un grup - Senatul, care inițial trebuia să reprezinte clasa de sus (aristocrația), și de popor - Camera Reprezentanților (democrația).
De asemenea, o școală americană recent apărută susține că, în ultimele decenii, Curtea Supremă a devenit un exemplu de regim mixt, asigurând o separare continuă a autorității prin alegerea directă a senatorilor și prin păstrarea și combinarea sistemelor existente (democrație, aristocrație, republică și monarhie).

### Uniunea Europeană
Potrivit unor cercetări, în contextul Uniunii Europene, Președintele Comisiei reprezintă conducerea suverană, în timp ce Consiliul întruchipează dimensiunea aristocratică, iar Parlamentul, pe cea democratică.